# Károly Makk
Károly Makk (Berettyóújfalu, 22 dicembre 1925 – Budapest, 30 agosto 2017) è stato un regista e sceneggiatore ungherese.

## Biografia
Nel corso della sua carriera è stato presente sei volte in concorso al Festival di Cannes, dall'edizione del 1955 con Il giglio (Liliomfi) a quella del 1987 con L'ultimo manoscritto (Az utolsó kézirat), vincendo il premio della giuria nel 1971 con Amore (Szerelem). Nel 1975 ha avuto una candidatura ai premi Oscar per il miglior film straniero con Giochi di gatti (Macskajáték) (1972).
Considerato uno dei maggiori cineasti ungheresi del dopo guerra, nei suoi film affronta alcuni temi tabù per il regime comunista dell'epoca come la repressione politica o la sessualità. Oltre a dirigere film, per molti anni è stato insegnante presso la prestigiosa Accademia d'arte drammatica e di cinematografia di Budapest.

## Filmografia

### Regista

#### Cinema
- Gyarmat a föld alatt, co-regia di Mihály Szemes (1951)

- A képzett beteg – cortometraggio (1952)
- A harag napja, co-regia di Zoltán Várkonyi (1953)
- Simon Menyhért születése, co-regia di Zoltán Várkonyi (1954)
- Liliomfi (1955)
- A 9-es kórterem (1955)
- Mese a 12 találatról (1957)
- La casa sotto le rocce (Ház a sziklák alatt), co-regia di György Hintsch (1958)
- A harminckilences dandár (1959)
- Füre lépni szabad (1960)
- Utolsó elötti ember (1963)
- Le avventure e gli allegri amori di Riccardo cuor di leone (Mit csinált Felséged 3-tól 5-ig?) (1964)
- Bolondos vakáció (1968)
- Isten és ember elött (1968)
- Amore (Szerelem) (1971)
- Una notte molto morale (Egy erkölcsös éjszaka) (1977)
- Drága kisfiam (1978)
- Két történet a félmúltból (1980)
- Lily in Love (1984)
- The Gambler (1997)

#### Televisione
- A szélhámos – film TV (1961)
- Öröklakás – film TV (1964)
- Fájó kritika – film TV (1965)
- A távirat – film TV (1965)
- Germán vakáció – film TV (1967)
- Beismerö vallomás – film TV (1970)
- Treue Freunde – film TV (1970)
- Az ajtó – film TV (1970)
- Szerelem a ládában – film TV (1971)
- Die Träume der Ilona Medveczky – film TV (1971)
- Le evasioni celebri (Les évasions célèbres) – serie TV, episodio 1x11 (1972)
- Soliom büne – film TV (1976)
- Hungária kávéház – serie TV, 7 episodi (1976-1977)
- Philemon és Baucis – film TV (1978)
- A bolond lány – film TV (1981)
- Klub tíz millió – serie TV (1993)
- Három játék – film TV (1993)
- Egy tubarózsa – film TV (1994)
- Un figlio diverso (Eine Mutter kämpft um ihren Sohn) – film TV (1994)
- Rejtélyes viszonyok – film TV (2002)
- Galopp a Vérmezön – film TV (2006)

### Regista e sceneggiatore

#### Cinema
- Az elkésett völegény – documentario cortometraggio (1956)
- Megszállottak (1962)
- Elveszett paradicsom (1962)
- Giochi di gatti (Macskajáték) (1974)
- A téglafal mögött (1980)
- Un altro sguardo (Egymásra nézve), co-regia di János Xantus (1982)
- Die Jäger (1982)
- Az utolsó kézirat (1987)
- Magyar rekviem (1990)
- A vörös bestia (1995)
- Szeressük egymást, gyerekek!, co-regia di Miklós Jancsó e Pál Sándor (1996) - (episodio "A magyar pizza/Hungarian Pizza")
- Egy hét Pesten és Budán (2003)
- Így, ahogy vagytok (2010)

#### Televisione
- A menekülö herceg – film TV (1973)
- Vendéglátás – film TV (1982)
- A szerelem – film TV (1991)
- Lili – miniserie TV (2003)

### Sceneggiatore

#### Cinema
- Circus maximus, regia di Géza von Radványi e Tamás Almási (1980)
- Balekok és banditák, regia di Péter Bacsó (1997)